# Pseudomorfea coffeae
Pseudomorfea coffeae — вид грибів, що належить до монотипового роду Pseudomorfea.